# ياكوب روغيفين
ياكوب روغيفين (بالهولندية: Jacob Roggeveen)‏ مستكشف هولندي عاش بين عامي 1659 – 1729. تخرج سنة 1690 من جامعة هاردرفيك، تقاعد من عمله في القانون في باتافيا في جاكارتا وأسس أسطوله الخاص للبحث عن القارة الجنوبية المجهولة بين عامي 1721 – 22 كان اكتشافه المهم  هو جزيرة الفصح.
كما وجد جاكوب روجيفين جزر بورا بورا وماوبيتي في جزر المجتمع ، بالإضافة إلى ساموا . لقد خطط للرحلة الاستكشافية مع شقيقه جان روجيفين الذي أقام في هولندا.

## وصلات خارجية
- ياكوب روغيفين على موقع الموسوعة البريطانية (الإنجليزية)